# 14 (tal)
14 (fjorten) er:
- Det naturlige tal efter 13, derefter følger 15.
- Et heltal
- Et lige tal
- Et pyramidetal (12+22+32)
- Et sammensat tal (et ikke-primtal)
- Et semiprimtal (et tal med to forskellige primtalsfaktorer)
- Et defektivt tal (summen af tallets divisorer er mindre end tallet)

## I kemi
- Grundstoffet silicium har atomnummer 14.

## Andet
- 14 er "indkodet" i en hel del musik af Johann Sebastian Bach. Bach har muligvis anset dette tal for en slags underskrift, for hvis man nummererer alfabetets bogstaver A = 1, B = 2, C = 3, etc., så bliver B + A + C + H = 14 og J + S + B + A + C + H = 41.
- 14 er antallet af punkter i den amerikanske præsident Woodrow Wilsons plan for genopretning af Europa efter 1. verdenskrig.
- Det finske ord pääjääjää har 14 på hinanden følgende prikker.
- De fjorten ord hentyder til et nynazistisk citat.

- Wikimedia Commons har flere filer relateret til 14 (tal)

| Matematik | Spire Denne artikel om matematik er en spire som bør udbygges. Du er velkommen til at hjælpe Wikipedia ved at udvide den. |